# Castillo de Montefrío
El castillo de Montefrío, está situado en un peña sobre el núcleo urbano de Montefrío, en la provincia de Granada,  comunidad autónoma de Andalucía, España, y es de época nazarí.

## Descripción
Estaba formado por dos recintos amurallados, en el más bajo y amplio de los cuales se concentró la población civil hasta la conquista castellana, en 1486. Existen en él restos de viviendas y un aljibe, excavado en la roca. La muralla de este recinto es de mampostería ripiada, con seis torres: tres de ellas en el lado sureste, todas de gran tamaño y planta semicircular; dos más en su cara sur, también semicirculares y una última, esta de planta rectangular, en el lado suroeste.
El recinto superior fue muy modificado tras la conquista, puesto que en él se situó la vivienda señorial y la iglesia de la villa. Permanecen en pie una torre, de planta cuadrada, en obra de mampostería, bastante modificada, así como restos de muros de sillería, aunque estos se atribuyen a época cristiana. En este recinto hay dos aljibes: el de mayor tamaño, situado junto a la iglesia, es de obra de hormigón, con tres naves cruzadas por otras dos longitudinales, cerradas en su momento con bóvedas de ladrillo. El otro, mucho menor, está excavado en la roca, aunque existen restos de una bóveda. Hay, además, restos de una construcción no identificada con desagüe.

## Historia
La primera mención a este castillo procede de Ibn al-Jatib, en el siglo XIV. Tras la conquista, pasó como señorío a manos de los Fernández de Córdoba, que fueron los que ordenaron levantar la iglesia y despoblar el recinto inferior.
Al estar situado en un punto de relativamente reducido ámbito de visibilidad, y formar parte de la última frontera de al-Ándalus, se asoció a este castillo una red de torres ópticas, entre ellas la Atalaya del Cortijuelo, la Atalaya de los Anillos y la Torre-atalaya de los Guzmanes.